# Харьковський Петро Федорович
Петро Федорович Харьковський (10 серпня 1923 — 16 грудня 1998) — Герой Радянського Союзу (1943), у роки німецько-радянської війни старший розвідник-спостерігач батареї 1-ї гвардійської гарматної артилерійської бригади, гвардії сержант.

## Біографія
Народився 10 серпня 1923 року в селі Молчановка (нині Ніколаєвський район Волгоградської області) в селянинській родині. Росіянин. Закінчив 7 класів і школу ФЗУ. Працював котельником в Астрахані.
У Червоній Армії з 1942 року, з вересня цього ж року на фронтах німецько-радянської війни. Був на посаді розвідника-спостерігача 7-ї батареї 1-ї гвардійської гарматної артилерійської бригади, 1-ї гвардійської артилерійської дивізії прориву 60-ї армії Воронезького (з 20 жовтня 1943 року перейменованого на 1-й Український) фронту. Воював також на Південно-Західному, Донському та Центральному фронтах. Брав участь у Сталінградській битві, боях на Курській дузі, звільненні Лівобережної України.
Гвардії сержант Харьковський відзначився в боях на плацдармі після форсування Дніпра. У період з кінця вересня по 4 жовтня 1943 року, пробравшись в розташування противника в районі села Страхолісся (Іванківський район Київської області, Україна) розвідав систему оборони противника, його вогневі засоби артмінометної батареї та угруповання військ які своїм вогнем дезорганізували переправу радянським військам через Дніпро. Передав їх координати на командний пункт своєї бригади, чим сприяв продавленню і знищенню батареї противника та успішній переправі військ.
17 жовтня 1943 року гвардії сержанту Харківському Петру Федоровичу присвоєно звання Героя Радянського Союзу з врученням ордена Леніна і медалі «Золота Зірка» (№ 2766).
У 1945 році старший сержант П. Ф. Харьковський демобілізований. У 1947 році закінчив Коломенський сільськогосподарський технікум. Працював агрономом, директором і керуючим радгоспу, начальником відділу Подольської дорожньої ділянки. Жив у місті Клімовськ Московської області. Помер 16 грудня 1998 року. Похований на Сергіївському кладовищі в Климовську.